# ジャンコージー・ラーオ・シンディア2世
ジャンコージー・ラーオ・シンディア2世（Jankoji Rao Scindia II, 1805年 - 1843年2月7日）は、 北インド、シンディア家の当主およびグワーリヤル藩王国の藩王（在位：1827年 - 1843年）

## 生涯
1805年、シンディア家の一族であるパトロージー・ラーオ・シンディアの息子として生まれた。
1827年3月21日、当主ダウラト・ラーオ・シンディアの死後、6月17日にその妃によって養子として迎えられ、翌日にジャンコージー・ラーオ・シンディア2世として即位した。
1832年12月まで、ジャンコージー・ラーオは摂政である養母のもと統治し、それ以降は自身で統治した。
1843年2月7日、ジャンコージー・ラーオは死亡し、養子のジャヤージー・ラーオ・シンディアが当主位を継承した。